# هومر بي. روبرتس
هومر بي. روبرتس (بالإنجليزية: Homer B. Roberts)‏ هو ضابط وشخصية أعمال أمريكي، ولد في 1888 في سبرينغفيلد في الولايات المتحدة، وتوفي في 1952 في شيكاغو في الولايات المتحدة.